# Onze-Lieve-Vrouw-van-Altijddurende-Bijstandkapel (Ospel)

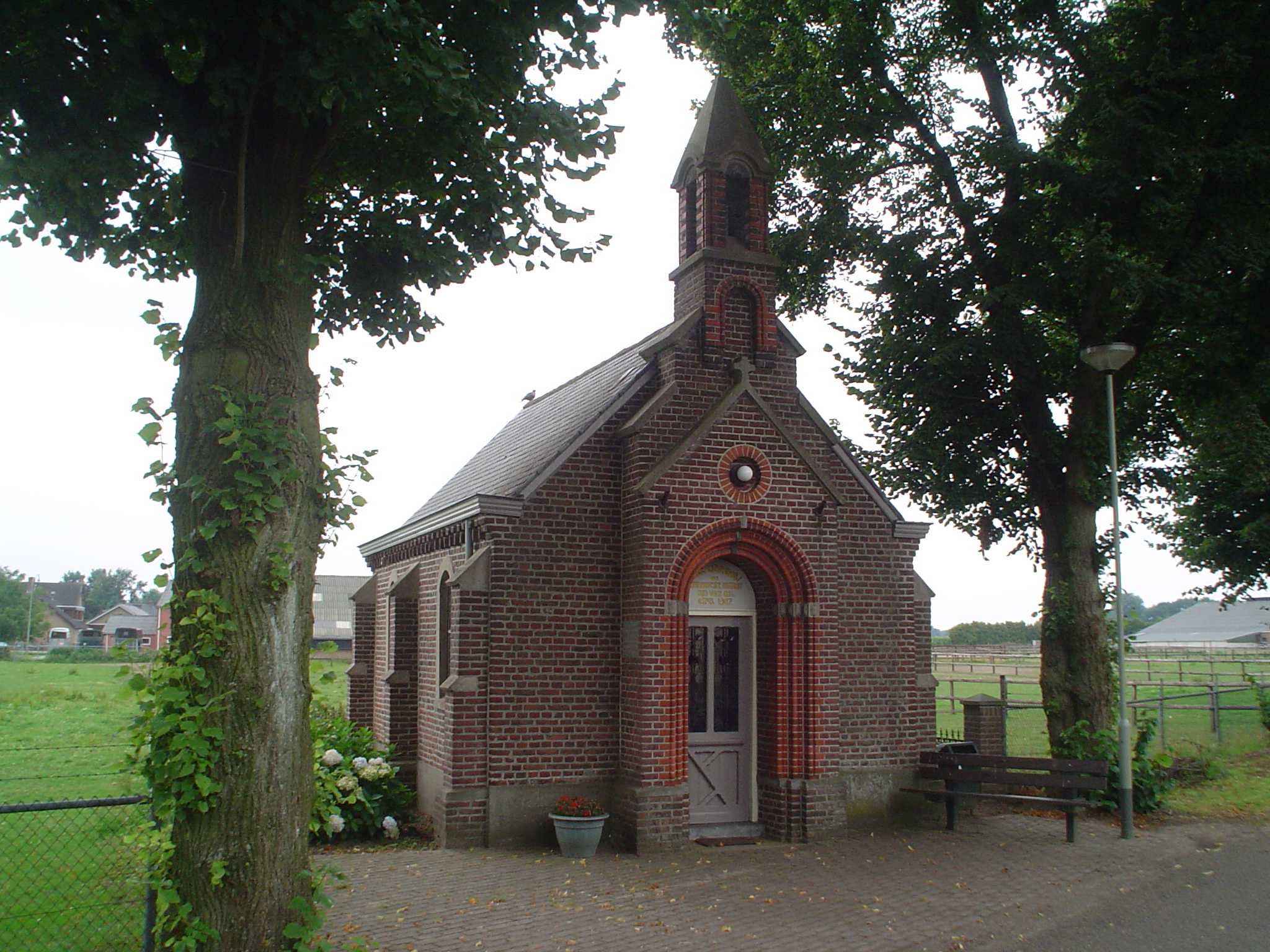
Onze-Lieve-Vrouw-van-Altijddurende-Bijstandkapel

De Onze-Lieve-Vrouw-van-Altijddurende-Bijstandkapel is een betreedbare kapel in de Nederlands-Limburgse plaats Ospel, gelegen aan Klaarstraatzijweg 1 in buurtschap Klaarstraat.
De kapel is gewijd aan Maria, specifiek aan de Onze-Lieve-Vrouw van Altijddurende Bijstand.

## Geschiedenis
Dit kapelletje heeft een wat merkwaardige geschiedenis. In 1893 werd een handmatig bediend coöperatief melkfabriekje opgericht onder de leuze: Eendracht maakt macht. In 1906 werden de activiteiten overgenomen door de Coöperatieve Stoomzuivelfabriek Sint-Isidorus. Het fabriekje werd toen tot een kapel verbouwd die in 1907 werd ingezegend.

## Gebouw
Het betreft een bakstenen neoromaans kapelletje waarvan de voorgevel bekroond wordt door een klokkentorentje. Met twee kleuren baksteen zijn daar versieringen aangebracht.
Het interieur is goed bewaard gebleven: Het houten gewelf, de banken en het hekje naar het voorkoor zijn blauw geschilderd. Naast een hoofdaltaar zijn er twee neogotische zij-altaartjes. Er zijn diverse heiligenbeelden en tekeningen die volksdevotie uitstralen.
De kapel, die omringd wordt door een smeedijzeren hekwerk, is geklasseerd als rijksmonument.